# Uovo cosmico

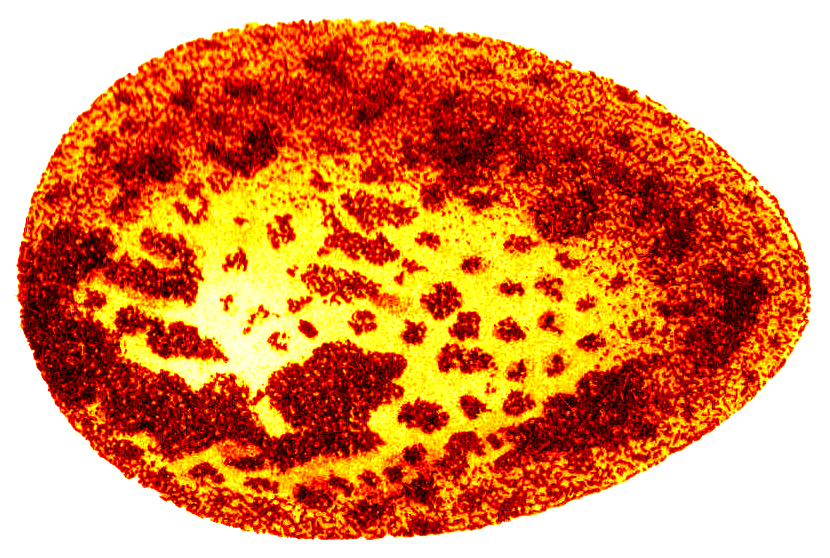
Rappresentazione estetica dell'Uovo primordiale

L'uovo cosmico è un simbolo del mito cosmogonico della creazione dell'Universo.

## Storia del simbolo nella mitologia
L'uovo cosmico è un archetipo cosmogonico ricorrente nei più diversi miti delle civiltà antiche.
Di esso si trovano per la prima volta i tratti strutturali, sebbene non ancora espressi in forma esplicita, presso i popoli mesopotamici. Dalla Mesopotamia, nel 2000 a.C., si è diffuso in India, nel 1600 a.C., nella religione induista, nell'antico Egitto, nell'antica Grecia attraverso l'orfismo nell'800 a.C., e nei Pelasgi attraverso il pelagismo.
Tardivamente si è diffuso anche in altre religioni orientali, occidentali e africane, come in Cina, nel 400, nelle regioni europee celtiche, e in Africa presso la tribù dei Bambara.
Nella religione induista, l'uovo cosmico, detto Hiranyagarbha o "grembo d'oro", identificato anticamente con l'anima del mondo, viene descritto nei libri della Bhagavad Gita e delle Upanishad, come un nucleo universale galleggiante nell'oceano primordiale e avvolto dall'oscurità della non-esistenza. Quando l'uovo si schiuse, il Signore Brahmā lo rese manifesto per mezzo dell'Aum, una sillaba che permette l'emissione respiratoria e che nell'induismo rappresenta il soffio vitale originario. Dalla metà superiore del guscio, fatta d'oro, nacque così il cielo; dalla metà inferiore, fatta d'argento, nacque la terra. Da questa primeva creazione della cosmologia induista si è sviluppato l'Universo, fino a degradarsi progressivamente giungendo alla sua conclusione, e poi da capo in una serie di cicli chiamati kalpa.

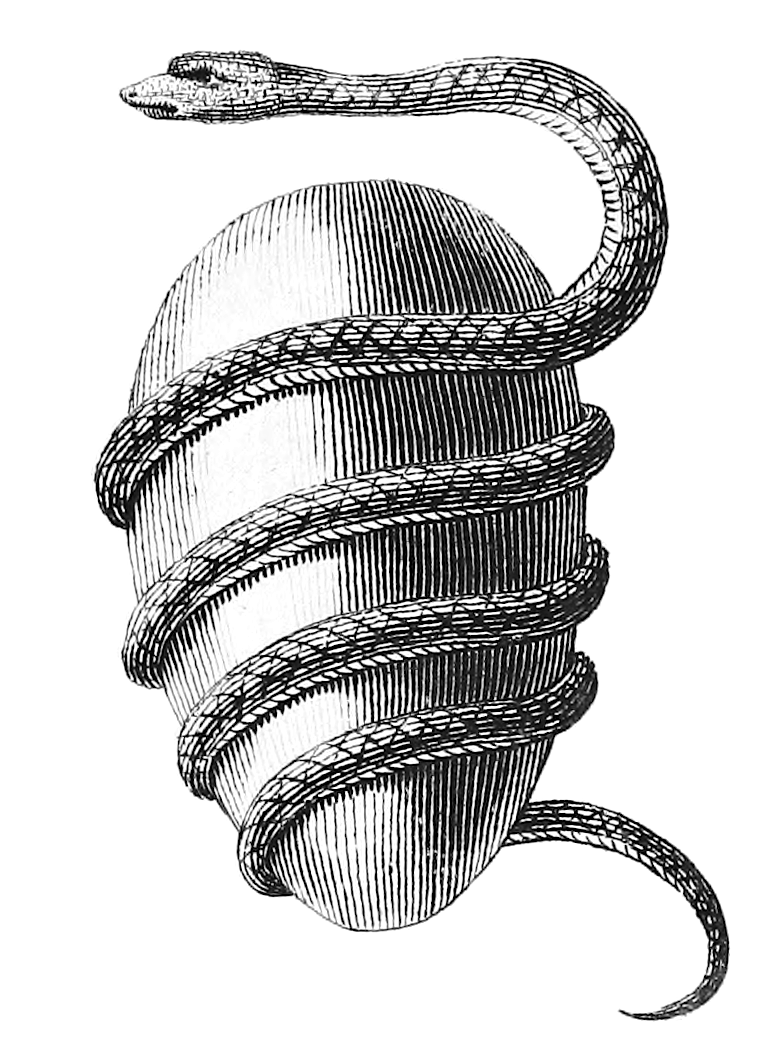
L'Uovo Orfico rappresentato da Jacob Bryant (1774)

Un'immagine scultorea del concetto si ha nel Mitraismo, dove il dio Mitra, detto anche Phanes, viene spesso rappresentato mentre compare dall'interno di un uovo d'oro.
Nella mitologia greca si narra che dall'uovo di Leda, fecondato da Zeus tramutatosi in cigno, nacquero i Dioscuri, cioè i gemelli Castore e Polluce, che rappresentano i due poli della creazione.
Nella religione orfica, un'altra storia mitica greca, racconta come dall'uovo d'argento, deposto dalla dea Notte nell'oscurità dell'Erebo e fecondato da un soffio di vento del Nord, contenente il cosmo, sia nato Eros.
Nel mito dei Pelasgi si racconta la stessa storia in modo particolareggiato. Qui è la dea Eurinome, emersa dal caos e fecondata dal serpente Ofione, che depone l'uovo universale. Quindi quest'uovo, come quello cinese è un uovo di un rettile mitico, forse il basilisco.
Nella religione taoista cinese, nel IV secolo d.C., l'uovo cosmico viene descritto nel mito di Pangu, il creatore del mondo, coadiuvato dalla tartaruga, da Qilin, un drago con le corna, simile ad una chimera, dalla Fenice e dal dragone.
Nella religione celtica il cerchio vuoto si chiama Oiw ed è il centro dell'evoluzione cosmica, simboleggiato dal Sole.
Per i celti si chiama Glain, un uovo rossastro nato da un rettile marino che depone uova sulla spiaggia.
Nella tribù africana dei Bambara vi era in origine un uovo vuoto che si riempie e si sviluppa per effetto di un soffio creativo dello Spirito.

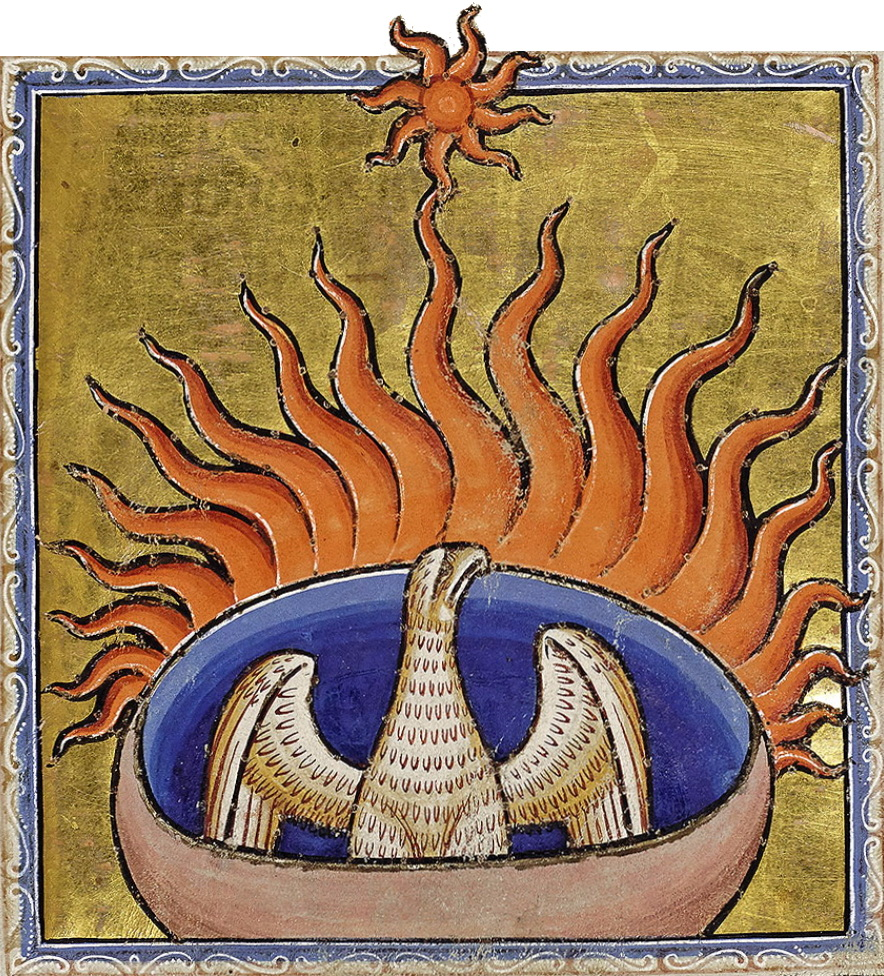
La fenice che risorge dall'uovo in fiamme, da un bestiario medievale

Nel mito polinesiano Vari-Ma-Tetakere vive in una noce di cocco cosmica.
Nell'antica religione egizia, è la Fenice a deporre l'uovo, dal quale rinascerà, ciclicamente. La Fenice è dotata di alito vitale dal quale nasce il dio dell'aria Shu. In prossimità della propria morte la Fenice costruisce un nido a forma di uovo e lì essa brucia completamente, ma da questa combustione si genera un uovo, che il Sole fa germogliare.
Mircea Eliade scrive sulla cosmogonia: 
[...] La virtù rituale dell'uovo non si spiega con una valorizzazione empirico-razionalistica dell'uovo come germe; si giustifica invece col simbolo che l'uovo incarna, riferibile non tanto alla nascita come alla rinascita, ripetuta secondo il modello cosmogonico. Si prenda uno qualsiasi di tali complessi mitico-rituali, la sua idea fondamentale non è la "nascita", è invece la "ripetizione della nascita" esemplare del Cosmo, l'imitazione della cosmogonia.»
Immagini affini a quelle mitologiche sulle origini del cosmo sono state descritte dagli astrofisici a partire dagli anni trenta, quando hanno incominciato a parlare di un nucleo primordiale preesistente, oscuro e inconoscibile, dal quale si sarebbe sviluppato l'Universo per via del Big Bang, da allora in poi resosi manifesto perché emettitore di luce.
L'idea nasce dal tentativo di integrare l'osservazione di Edwin Hubble di un universo in espansione, ipotesi già formulata da Albert Einstein con le sue equazioni della relatività generale. Lo scienziato Erwin Schrödinger appassionato di Vedānta, applica questo concetto alla meccanica quantistica.
Attualmente la cosmologia astronomica asserisce che prima di 13,7 miliardi di anni fa l'intera massa dell'universo doveva essere compressa in un volume di circa trenta volte la dimensione del nostro Sole, dal quale si sarebbe espansa fino allo stato attuale a partire dal Big Bang.
In particolare Vittorio Castellani, nel suo libro sui fondamenti di astrofisica, parla di questo nucleo primitivo sconosciuto, in modo ipotetico, immaginandolo formato da un brodo di quark, leptoni e fotoni.
Ancora oggi un'eco degli antichi significati dell'uovo cosmico primordiale è costituito dall'uovo di Pasqua.

## Simbolismo dell'uovo in alchimia

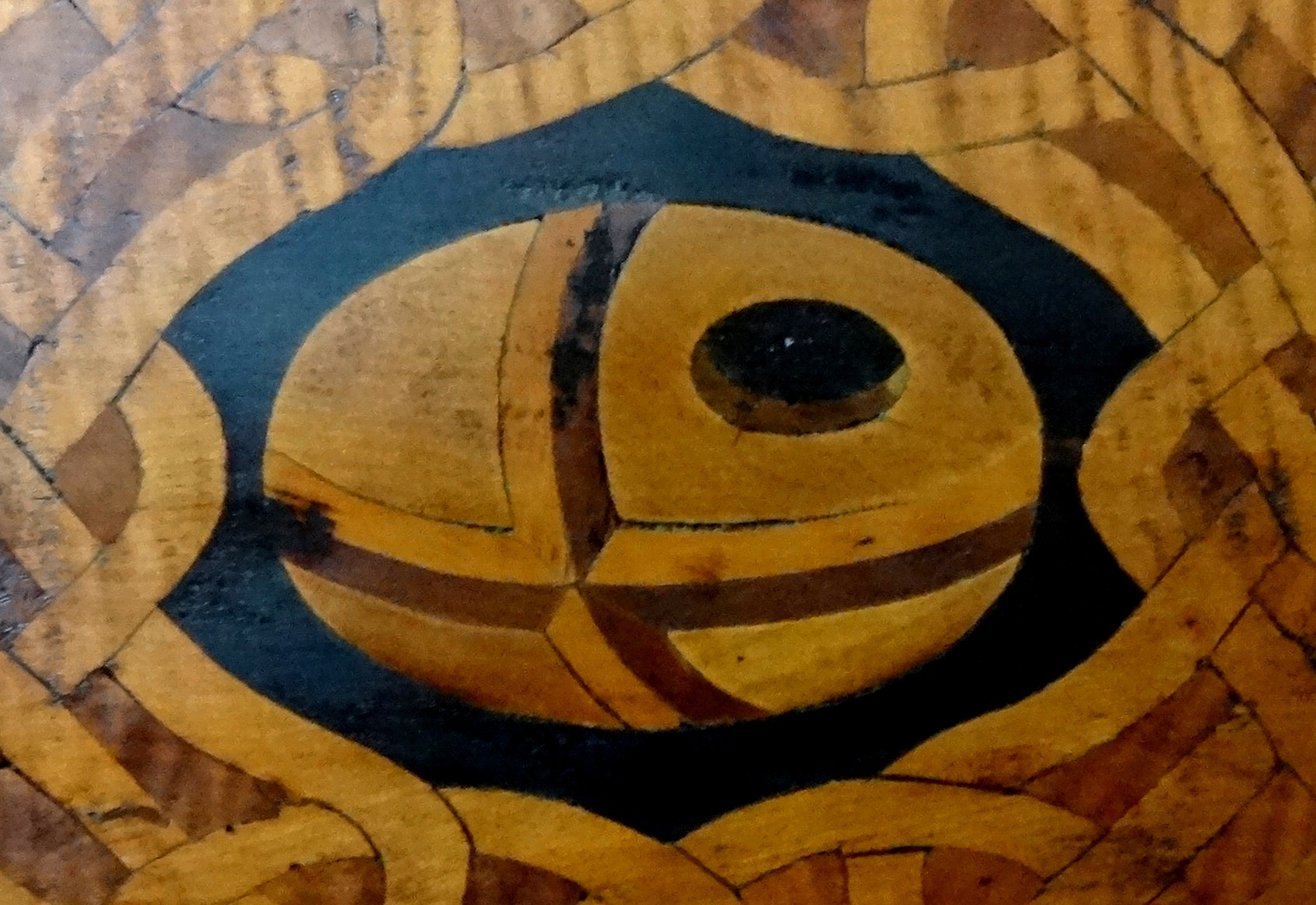
La pietra filosofale assimilata ad un uovo.

In quanto simbolo dell'origine primordiale del mondo, l'uovo era considerato l'archetipo in grado di riportare ogni elemento alla sua purezza originaria, risanando la corruzione della materia. 
Per questo la pietra filosofale, ricercata dagli alchimisti per le sue capacità di trasmutare in oro i metalli vili, era assimilata ad un uovo, spesso di consistenza vitrea, i cui componenti, guscio, albume e tuorlo, corrispondevano ai tre ingredienti alchemici sale, mercurio e zolfo, che opportunamente combinati conducevano al culmine della Grande Opera.

## Simbolismo dell'uovo nell'arte
L'uovo cosmico è stato spesso rappresentato in varie arti figurative. Esso ricorre in particolare nelle scene funerarie dell'antico Egitto, dell'antica Grecia, e degli Etruschi, dove allude alla rinascita dell'anima defunta in una vita ultraterrena.
Con l'avvento del Cristianesimo, in numerose chiese dell'Abissinia e dell'Oriente cristiano-ortodosso veniva spesso appeso nel catino absidale un uovo come segno di vita, di nascita e di resurrezione.
Un celebre esempio nella storia dell'arte è poi l'uovo dipinto nella Pala di Brera da Piero della Francesca, dove lo si vede pendere da un soffitto a volta: illuminato da una luce uniforme, l'uovo rappresenta in quest'opera una sorta di unità di misura, centralizzando lo spazio e rendendolo armonico e geometricamente equilibrato, in quanto fulcro centrale del dipinto come dell'intero universo. Appeso alla sommità di una conchiglia scolpita dentro un'arcata semicircolare, anch'essa ovoidale, l'uovo assume qui una pluralità di significati: fluttuando sopra la testa della Madonna, ne simboleggia l'immacolata concezione, oltre che la natura generatrice di Vita e la perfezione divina. L'uovo era inoltre emblema della casata di Federico da Montefeltro che aveva commissionato l'opera a Piero della Francesca, e potrebbe alludere alla nascita del figlio del duca avvenuta all'epoca. Lo stesso volto di Maria Vergine è inoltre di forma ovoidale.
Giorgio Vasari nelle sue Vite riferisce che la forma dell'uovo ispirò anche in Brunelleschi la costruzione della cupola di Santa Maria del Fiore.
Fra gli altri dipinti contenenti raffigurazioni di uova dal profondo significato allegorico vi è la Presentazione di Maria al Tempio di Tiziano, il Trittico delle Delizie di Hyeronimus Bosch, L'adorazione dei pastori di Francisco de Zurbarán, l'Allegoria della Gourmandise di Faustino Bocchi.

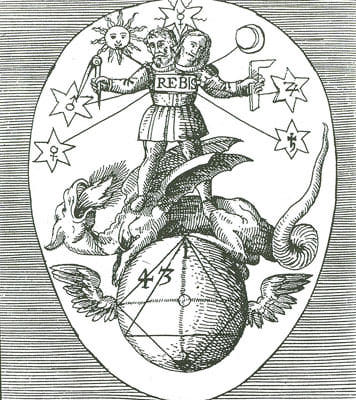
L'uovo come microcosmo che contiene il Macrocosmo

## Simbolismo esoterico dell'uovo
Una delle rappresentazioni grafiche dell'uovo cosmico si ha nello zero, in quanto fondo primordiale e femminile di tutti i numeri, che da esso scaturiscono a seguito della fecondazione dell'Uno.
Come l'uovo, infatti, lo zero rappresenta «un nulla latente che produce qualcosa di attivo, di vivente» a seguito di un intervento divino ordinatore del caos, così che «la figura dell'unità iscritta nello "zero" era un tempo il simbolo della divinità, dell'universo e dell'uomo»: un microcosmo che racchiude il Macrocosmo.
Altri simboli affini allo zero utilizzati in analogia all'uovo sono la chiocciola, la conchiglia, la spirale, la pigna.
Nell'ambito della letteratura esoterica l'argomento è stato trattato nel libro The Crack in the Cosmic Egg, scritto da Joseph Chilton Pearce e Thom Hartmann.

## Musica
Lo stesso titolo, The Crack in the Cosmic Egg, è stato utilizzato dai musicologi Alan e Steve Freeman per la loro enciclopedia della musica Krautrock e Kosmische, un genere tedesco di rock sperimentale degli anni settanta.
Nel 2009 la band australiana Wolfmother ha pubblicato un album dal titolo Cosmic Egg.
Nel 2011 la cantante Björk ha pubblicato una canzone chiamata Cosmogony che narra, appunto, della cosmogonia partendo proprio dall'uovo cosmico.

## Influenza nella fantascienza
Il concetto di uovo cosmico ha catturato l'immaginazione di molti scrittori di fantascienza, inclusi i creatori del personaggio della Marvel Comics Galactus. Galactus era il solo sopravvissuto al precedente Big Crunch e dunque, essendo stato protetto nell'uovo cosmico, è ricomparso dotato di un immenso potere nell'universo presente.
Dalla sua prima visione nel 1968, 2001: Odissea nello spazio è stato analizzato e interpretato da molte persone: da critici cinematografici professionisti a scrittori dilettanti e appassionati di fantascienza. Il regista del film, Stanley Kubrick, e lo scrittore, Arthur C. Clarke, volevano lasciare il film aperto a interpretazioni filosofiche e allegoriche, presentando intenzionalmente le sequenze finali del film senza che il filo narrativo alla sua base fosse evidente; un concetto illustrato dal fotogramma finale del film, che contiene l'immagine di un embrionale "Bambino delle stelle" (uovo cosmico).